# أولريكا مايفارث
أولريكا ناز-مايفارث (بالألمانية: Ulrike Nasse-Meyfarth) هي متسابقة قافزة عالية ألمانية غربية ولدت في يوم 4 مايو 1956 في مدينة فرانكفورت. أبرز انجازاتها هو فوزها بالميدالية الذهبية في دورة الألعاب الأولمبية الصيفية 1972 في ميونخ وفازت بميدالية ذهبية أخرى في دورة الألعاب الأولمبية الصيفية 1984 في لوس أنجلوس. كما فازت في بطولة العالم لألعاب القوى 1983 في هلسنكي، وفازت أيضاً ببطولة أوروبا لألعاب القوى 1982 في أثينا.